# Leonilda
Leonilda  è un nome proprio di persona italiano femminile.

## Varianti
- Femminili: Leonilde
- Maschili: Leonildo

### Varianti in altre lingue
- Catalano: Leonilda[3]
- Germanico: Leonichildis[4]
- Latino: Leonilda[1]
- Spagnolo: Leonilda[3]

## Origine e diffusione
È composto dai termini germanici lew ("leone", da cui anche Leonardo) e hild ("battaglia"); può essere interpretato in vari modi, come "forte guerriera" o "guerriera valorosa come un leone".

## Onomastico
Nessuna santa ha mai portato il nome Leonilda, che quindi è adespota; l'onomastico si può festeggiare il 1º novembre, in occasione di Ognissanti.

## Persone

### Variante Leonilde
- Leonilde Gabbi, soprano italiano

Leonilde "Nilde" Iotti

- Leonilde Iotti, vero nome di Nilde Iotti, politica italiana
- Leonilde Lonigo Calvi, patriota italiana

### Variante maschile Leonildo

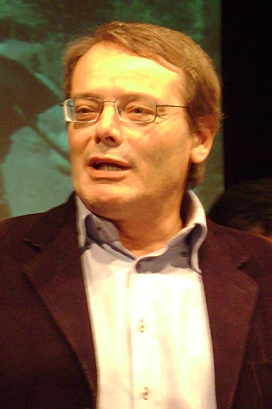
Leonildo "Leo" Turrini

- Leonildo Marcheselli, musicista italiano
- Leonildo Tarozzi, politico e giornalista italiano
- Leonildo Turrini, giornalista e scrittore italiano